# 泰來海鯰
泰來海鯰又稱大海鯰是輻鰭魚綱鯰形目海鯰科的其中一種。

## 分布
本魚分布於印度太平洋區，包括紅海、東非、琉球群島、台灣、南海、澳洲、波里尼西亞等海域。

## 深度
水深1至30公尺。

## 特徵
外觀型態與斑海鯰類似，不同的是其腭骨每側皆有3群顆粒狀的齒叢。口有鬚3對，體無鱗，黏液膜易落。背鰭有I銳利硬棘及6-7軟條，硬棘具有毒腺，後方具一脂鰭；左右胸鰭各具I硬棘，背、胸鰭硬棘前後緣皆具鋸齒；腹鰭軟條14-17；尾鰭深分叉形。體背灰黑，腹部灰白，各鰭呈灰色。背鰭硬棘有逆鉤，易傷人。體長可達50公分。

## 生態
屬暖水性底層魚類，棲息於水流緩慢的泥質性海底，常出現於河口區，甚至由近河川下游，以蝦、蟹、貝類為食。夜行性，具築洞而居之習性，偶會集結成群。生殖期間為春季，不太攝食，由深水游向近海沿岸，有時候聚成一小群，雄魚有護卵習性。

## 經濟利用
食用魚，但肉質腥味重，可用中藥燉煮。